# 耶律忙古帯
耶律 忙古帯（やりつ マングタイ、生没年不詳）は、モンゴル帝国に仕えた契丹人の一人。

## 概要
マングタイはモンゴル帝国草創期の功臣トガン（禿花）の曾孫であった。トガンの地位を継承したのは嫡子のジュゲ（朱哥）であったが、ジュゲが早世しその息子の宝童が病弱であったためにトガン家当主の地位はジュゲの弟のバイジュの家系に移ってしまっていた。
宝童の息子がマングタイで、マングタイは父に代わって随路新軍総管、統領山西両路新軍の地位を継ぎ、四川方面での軍務に活躍し始めた。マングタイは四川方面軍のタンマチ（辺境鎮戍軍）司令官であるイェスデルの指揮下に入って四川や思州・播州・建都（ガインドゥ）等の蛮夷の征服に功績を挙げ、万人隊長（トゥメン）の地位を授けられた。至元21年（1284年）7月、騰越・永昌・羅必丹（羅必甸）といった雲南西南部一帯で金歯（ザルダンダン）が叛乱を起こしたため、ボロト・カダらとともに叛乱鎮圧のためタンマチ兵1千とともに派遣された（モンゴルのラーンナー侵攻）。金歯（ザルダンダン）・白衣・答奔などの諸蛮は天険の要塞に入って守りを固めたためマングタイは苦戦を強いられたが、10余りの戦闘を経てビルマに至る道を切り開き雲南王を救い出し、「金歯道（ザルダンダンの支配するルート）」を抜けて雲南に帰還したと伝えられる。なお、『元朝征緬録』には羅必丹で道を阻まれた宗王シャンウダルがタンマチ軍と合流して危地を脱したとの記録があり、マングタイの救い出した「雲南王」はシャンウダルを指すと見られる。この功績によりマングタイは副都元帥とされた。
この後、諸王アダイに従って交趾（陳朝）侵攻にも加わり、白鶴江では昭文王陳日燏（陳聖宗の弟）と戦い、戦艦87艘を奪う功績を挙げた。交趾侵攻が失敗に終わると再び雲南方面に戻り、雲南王とともにビルマを攻めている。
至元31年（1294年）、クビライが亡くなり成宗テムルが即位すると、烏撒烏蒙等処宣慰使兼管軍万戸の地位を授かり、更に大理金歯等処宣慰使都元帥に移った。大徳6年（1302年）、烏撒・羅羅斯が叛乱を起こすと、雲南行省の命によってこれを討伐し、この功績により鈔3千貫・銀50両・金鞍轡・弓矢を受けた。大徳9年（1305年）、普安路・羅雄州の叛賊の阿填を討伐して捕殺し、更に驃騎衛上将軍・雲南諸路行中書省左丞・行大理金歯等処宣慰使都元帥の地位を得たが、軍中で亡くなった。息子のコニチ（火你赤）が万人隊長の地位を継承している。